# 安德拉兹·斯特魯納
安德拉兹·斯特魯納（1989年4月23日—）是一位斯洛文尼亞足球運動員，在場上的位置是後衛。他現在效力於希臘足球超級聯賽球隊基亞尼拿體育會。他也代表斯洛文尼亞國家足球隊參賽。